# SCART
SCART는 21-pin으로 연결하는 비디오 통신 방식이며, 유럽에서 주로 사용되었다. 아날로그 R'G'B 비디오와 S-비디오를 기본으로 지원하고, 아날로그 스테레오 오디오가 전송된다. CENELEC EN 50029-1과 IEC60933에서 SCART의 기본 연결을 규정하고 있다.

## SCART 핀 설정
| 핀                                                    | 기능 | Signal Level | 임피던스                                                           |
| 1 2 3 4 5 6 7 8 9 10 11 12 13 14 15 16 17 18 19 20 21 | 오른쪽 오디오 아웃 오른쪽 오디오 인 왼쪽/모노 오디오 아웃 그라운드 (핀 1,2,3,6용) 그라운드 (핀 7용) 왼쪽/모노 오디오 인 청 (또는 C) 비디오 인/아웃 상태 및 종횡비 인/아웃 그라운드 (핀 11용) 데이터 2 녹 비디오 인/아웃 데이터 1 그라운드 (핀 15용) 그라운드 (핀 16용) 적 (또는 C) 비디오 인/아웃 RGB 제어 인/아웃 그라운드 (핀 19용) 그라운드 (핀 20용) 컴포지트 (또는 Y) 비디오 아웃 컴포지트 (또는 Y) 비디오 인 그라운드 (핀8,10,12,쉴드용) | 0.5V rms 0.5V rms 0.7V (또는 0.3V burst 9.5V-12V = 4:3 입력 4.5V-7V = 16:9 입력 0V-2V = 비활성 입력 0.7V 0.7V (또는 0.3V burst) 1-3V = RGB 0-0.4V = 컴포지트 1V | < 1K 옴 > 10K 옴 < 1K 옴 > 10K 옴 75 옴 > 10K 옴 75 옴 75 옴 75 옴 |

## 같이 보기
- RF 단자